# Нанавська битва
Нанавська битва (ісп. Batalla de Nanawa) — битва Чакської війни між Болівією і Парагваєм, що проходила в дві фази: перша 20 січня 1933 року і друга з 4 по 6 липня 1933 року.
У цій битві болівійці атакували парагвайське укріплення Нанава, особливо на флангах намагаючися оточити парагвайців. Болівійці мали значну перевагу в чисельності та озброєнні. Зокрема, у спробах прорвати укріплення вони використовували танки, що виявилися неефективними в жарких умовах Чако, а один з них був захоплений. Також болівійці мали значну перевагу в авіації і [артилерія|артилерії]].
Парагвайська лінія оборони була добре спланована, багато в чому завдяки російським білогвардійським офіцерам, ветеранам Першої світової війни, що оселилися в Парагваї. Укріплення були переважно ґрунтовими і дерев'яними. Протягом першої фази цієї битви парагвайці стражджали від нестачі боєприпасів, бо через сильні дощі дороги стали практично непрохідними і постачання майже повністю припинилося. Лише завдяки мобілізації всіх парагвайських літаків парагвайцям вдалося частково забезпечити захисників міста необхідними припасами. Важливу роль в бою зіграла такох піхота гуарані, що активно використовувала ручні гранати та навіть холодну зброю, коли стало не вистачати боєприпасів.
Незважаючи на перевагу в чисельності та озброєнні, болівійські атаки були відбиті, а укріплення залишилося в парагвайських руках. Зазвичай командуючого болівійськими силами Ганса Кундта критикують за постійне використання лобових атак, до яких він звик протягом Першої світової війни і неефективних в умовах Чако. В результаті битви болівійці втратили приблизно 4000 солдатів убитими (по 2 тис. протягом кожної фази), а парагвайці — близько 400 убитими (248 протягом першої та 159 протягом другої фази). Через велике число загиблих битву часто порівнюють з Верденською битвою, називаючи її «Верденом Чако».